# أريب (اسم)
أَرِيب هو اسم علم مذكر من أصل عربي، وجاء الاسم على صيغة فعيل، ومعناه هو  العاقل والماهر.

## الأصل اللغوي
لفظ أَرِيب هو من المصدر أرب. ويقال: أَرِبْتُ به أَي احْتَلْتُ عليه، وهو من الإِرْبِ الدَّهاءِ والنُّكْرِ.  وفي حديث عن عمرو بن العاص، قال: فَأَرِبْتُ بأبي هريرة فلم تَضْرُرْنِي إِرْبَةٌ أَرِبْتُها قَطُّ، قَبْلَ يَوْمَئذٍ. والإِرْبُ: العَقْلُ والدِّينُ، عن ثعلب. والأَرِيبُ: العاقل. ورَجُلٌ أَرِيبٌ من قوم أُرَباء. وقد أَرُبَ يَأْرُبُ أحْسَنَ الإِرْب في العقل. وفي حديث عن رسول الله ﷺ مُؤَاربَةُ الأَرِيبِ جَهْلٌ وعَناء، أَي إِنَّ الأَرِيبَ، وهو العاقِلُ، لا يُخْتَلُ عن عَقْلِه. وأَرِبَ أَرَبًا في الحاجة، وأَرِبَ الرَّجلُ أَرَبًا: أَيِسَ.